# Генсбур, Шарлотта
Шарло́тта Люси́ Генсбу́р (англ. Charlotte Lucy Gainsbourg; род. 21 июля 1971, Лондон) — британско-французская актриса, певица и автор песен. Дочь актрисы кино Джейн Биркин и поэта, певца и композитора Сержа Генсбура. Актёрскую карьеру начала в 1984 году, сыграв небольшую роль в фильме «Слова и музыка». Обладательница Приза Каннского кинофестиваля за «Лучшую женскую роль», в фильме Ларса фон Триера «Антихрист» (2009) и двух премий «Сезар» за роли в фильмах «Дерзкая девчонка» (1985) и «Рождественский пирог» (1999).
После своего музыкального дебюта с отцом на песню «Lemon Incest» в возрасте 12 лет она выпустила совместно с отцом альбом «Charlotte for Ever» в возрасте 15 лет. Прошло более 20 лет, прежде чем она выпустила первый из своих последующих четырёх альбомов: «5:55», «IRM», «Stage Whisper» и «Rest».

## Биография

### Происхождение и ранние годы

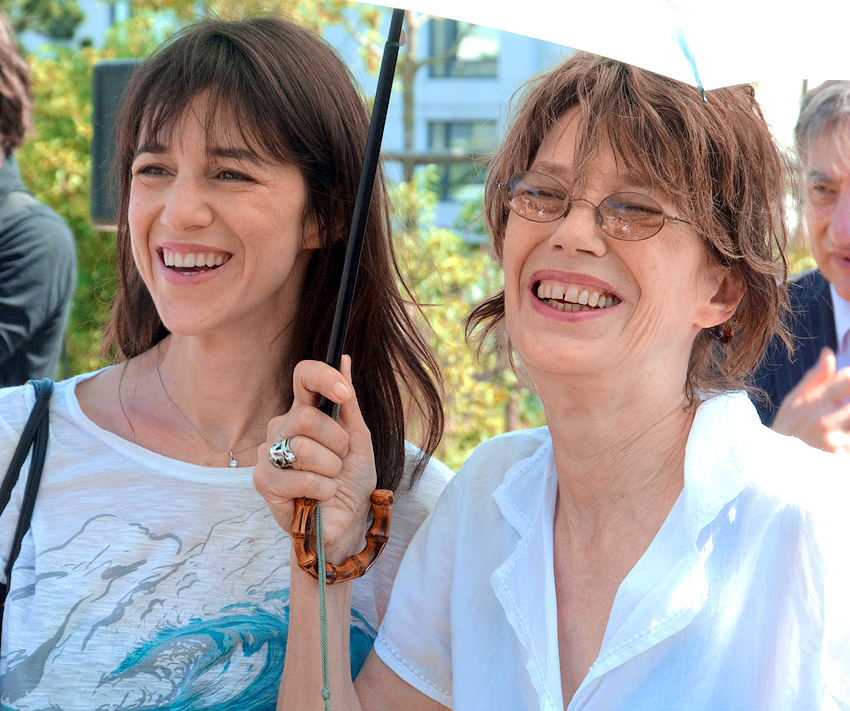
Со своей матерью Джейн Биркин в 2010 году

Шарлотта Генсбур родилась на пике славы своих родителей, английской актрисы и певицы Джейн Биркин и французского певца и композитора Сержа Генсбура — к тому моменту они попали в заголовки газет с откровенно сексуальной песней «Je t’aime… moi non plus» и были известны своими бурными отношениями и многочисленными художественными коллаборациями. В результате её рождение и детство были широко освещены.
При рождении она получила фамилию Генсбур, сценическую фамилию своего отца, но в возрасте 18 лет изменила фамилию на Гинзбург, юридическую фамилию своего отца.
Её бабушка по материнской линии — актриса Джуди Кэмпбелл, а дядя — сценарист Эндрю Биркин. Она двоюродная сестра театрального и оперного режиссёра Софи Хантер. Отец Генсбур был евреем, в то время как её мать имеет протестантские корни. Актриса посещала школу активного билинга[неизвестный термин] Жаннин Мануэль в Париже и частную школу Collège Alpin International Beau Soleil в Швейцарии. Она свободно говорит на французском и английском языках.
Генсбур росла в Париже вместе с единоутробной сестрой от брака матери с композитором Джоном Барри, Кейт Барри, которая умерла в 2013 году в результате падения из окна. По словам Биркин, они с мужем были несколько невнимательны к детям, часто проводили время на вечеринках и выпивали. У Шарлотты есть младший брат, Люсьен «Лулу» Генсбур, родившийся в 1986 году, в результате отношений её отца с Каролиной Паулюс. Со стороны отца у неё также было два старших брата, рождённых от его второго брака с Франсуазой-Антуанеттой «Беатрис» Панкрацци.
К 1980 году отношения её родителей были разрушены, и её мать, расставшись с Сержем, начала встречаться с режиссёром Жаком Дуайоном. Её единоутробная сестра Лу Дуайон родилась в 1982 году в результате этого союза.
В 1987 году актриса стала жертвой неудачного похищения.
После того, как её родители расстались, отец Генсбур пристрастился к алкоголю и в конечном итоге умер от сердечного приступа в 1991 году. Шарлотта осталась предана своему наследию и сохранила дом отца, сказав, что надеется в конечном итоге превратить его в музей. Но вскоре она отказалась от этой идеи и решила сохранить дом в качестве частной резиденции.

### Актёрская карьера

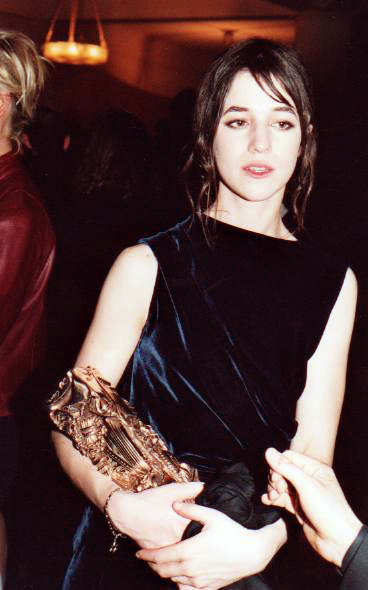
Шарлотта Генсбур на церемонии вручения премии «Сезар» в 2000 году

Шарлотта Генсбур росла на съёмочных площадках, так как оба её родителя были вовлечены в киноиндустрию. Она заявила, что её мать подтолкнула её к актёрству, полагая, что она хочет стать актрисой и поощряя её дебют в кино — роль дочери Катрин Денёв в фильме 1984 года «Слова и музыка».
Уже через два года начинающая актриса получила главную премию во французском кинематографе «Сезар» как самая многообещающая исполнительница за роль в семейной драме Клода Миллера «Дерзкая девчонка».
В том же году Генсбур появилась в фильме «Шарлотта навсегда», рассказывающем о человеке, который имеет сексуальное влечение к своей дочери-подростку после смерти жены. Также она снялась в скандальном видеоклипе на песню её отца Сержа Генсбура «Lemon Incest». Фильм, в котором её отец сыграл главную роль, и видеоклип вызвали в прессе предположение, что между актрисой и её отцом был инцест.
В 1990-х годах к Шарлотте приходит международный успех, после того как на экраны выходит фильм её дяди Эндрю Биркина «Цементный сад» — драматическая история братьев и сестёр, после смерти родителей вступивших в инцестуальные отношения.
В 2000 году Генсбур получает «Сезар» уже как лучшая актриса второго плана за фильм «Рождественский пирог» (1999). Кроме этого, она номинируется на эту престижную премию ещё дважды: за роли в фильмах «Маленькая воровка» (1988) и «Любовь и т. д.» (1996).
В 2006 году Шарлотта Генсбур сыграла главную роль в психологической драме «Лемминг» вместе с другой Шарлоттой — Рэмплинг. Кроме того, осенью 2006 года на мировые экраны вышел фильм французского режиссёра, обладателя премии «Оскар», Мишеля Гондри «Наука сна», где Генсбур играла в дуэте с Гаэлем Гарсия Берналем. В 2007 году сыграла Клэр в байопике Тодда Хэйнса о Бобе Дилане «Меня там нет», а также исполнила кавер на песню Дилана «Just Like a Woman» на саундтреке к фильму.
В 2009 году она получила Приз за лучшую женскую роль Каннского кинофестиваля за роль в фильме «Антихрист». Генсбур снялась во французско-австралийском фильме «Дерево», вышедшем в 2010 году, и в научно-фантастическом фильме-катастрофе Ларса фон Триера «Меланхолия». Она была членом жюри 62-го Берлинского международного кинофестиваля в феврале 2012 года. В мае 2012 года состоялась премьера фильма «Исповедь сына века», где она снялась вместе с британским музыкантом Питом Доэрти.
Актриса снова сотрудничала с Триером в его фильме «Нимфоманка» 2013 года, в котором сыграла главную роль. Пятичасовой фильм рассказывает о жизни секс-наркоманки от юности до среднего возраста. Когда её спросили о характере роли, Генсбур ответила: «Сексуальные сцены были не так уж и сложны. Для меня это были все мазохистские сцены. Это было неловко и, да, немного унизительно».
Среди последних её заметных работ есть фильмы «День независимости: Возрождение» (2016), «Снеговик» (2017), «Призраки Исмаэля» (2017) и «Обещание на рассвете» (2017).

### Музыкальная карьера

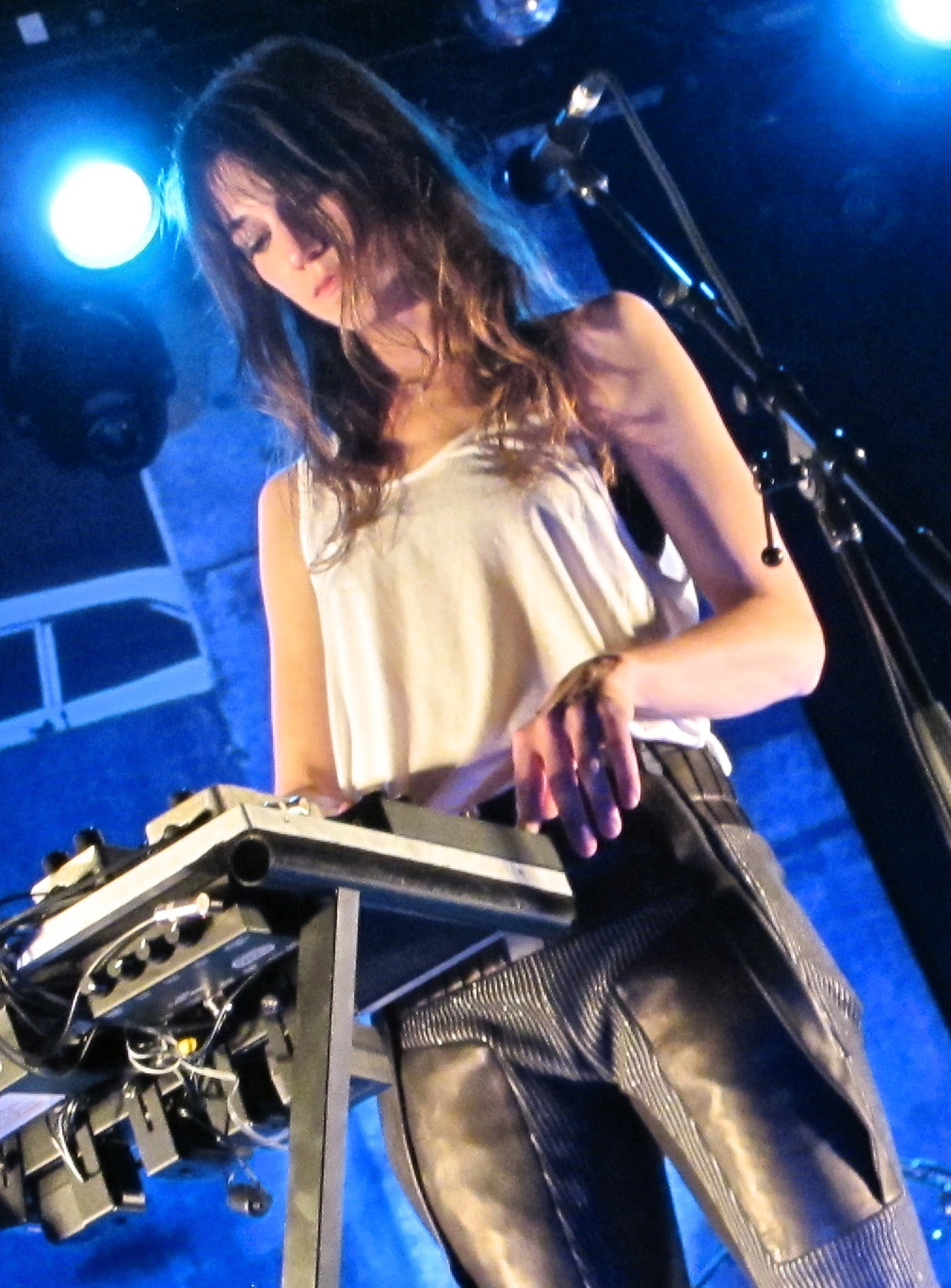
Шарлотта Генсбур в «Webster Hall», Нью-Йорк, 2010 год.

Музыкальный дебют Генсбур начался со скандальной песни «Lemon Incest» в 1984 году, которая вошла в её первый альбом «Charlotte for Ever». Спетая Шарлоттой и её отцом, текст песни подразумевал педофилические отношения между отцом и дочерью и заставлял людей верить, что данный материал был автобиографическим. Генсбур, которой было 13 лет на момент выхода песни, позже заявила, что она только начала учиться в школе-интернате и поэтому не знала о споре относительно песни, пока не стала намного старше.
Затем Генсбур несколько раз записывала песни для фильмов со своим участием. Так её можно услышать в картинах: «Шарлотта навсегда», «Любовь и т. д.», «Один уходит — другой остаётся».
В 2006 году Генсбур выпустила свой второй альбом «5:55», который имел критическое признание и коммерческий успех, достигнув первой строчки во французских чартах и платинового статуса в стране. В Великобритании альбом был умеренно успешным, достигнув № 78. Сингл из этого альбома «The Songs That We Sing», написанный для Генсбур музыкантом Нилом Хэнноном, попал в сборник «100 лучших песен 2007 года» журнала Rolling Stone и показал неплохие результаты в чартах — попал на 30 место в чартах Франции (продержавшись там 30 недель), попал в десятку в бельгийских чартах, занял № 129 в Великобритании и появился в саундтреке триллера Незванные). Генсбур объяснила двадцатилетний перерыв в карьере смертью её отца и нежеланием исследовать музыку без него.
В конце 2009 года Генсбур выпустила свой третий студийный альбом «IRM», который был спродюсирован Беком. Одним из влиятельных факторов в творческом процессе альбома было её время, проведённое на съёмках фильма «Антихрист». В 2011 году она выпустила четвёртый альбом «Stage Whisper» и сборник неизданных песен из «IRM».
Генсбур работала в течение четырёх лет, в основном в Нью-Йорке, с продюсером SebastiAn, над своим пятым студийным альбомом под названием «Rest». «Rest» — это изображение её чувств после смерти отца и сводной сестры с темой алкогольной зависимости. По поводу альбома она сказала: «Альбом взял другое направление. Я хотела выразить своё горе не только печалью, но и гневом». Тексты песен написаны на английском и французском языках. В сентябре 2017 года были выпущены музыкальные клипы для синглов «Rest» и «Deadly Valentine». Сам альбом был выпущен 17 ноября 2017 года.

## Факты

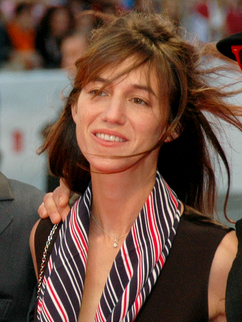
Шарлотта Генсбур на 64-м Венецианском кинофестивале (4 сентября 2007)

- В 2001 году Шарлотта Генсбур была членом жюри Каннского кинофестиваля.
- Мексиканский режиссёр Алехандро Гонсалес Иньярриту пригласил Шарлотту в свой фильм «21 грамм», потому что являлся большим поклонником творчества Сержа Генсбура. Однако после съёмок, по его собственному признанию, совершенно влюбился в дочь.
- Шарлотту можно услышать в песне поп-певицы Мадонны What It Feels Like For A Girl: в начале трека использована реплика актрисы, произнесённая ею в фильме «Цементный сад». Звучит она следующим образом: «Girls can wear jeans and cut their hair short, wear shirts and boots, cause it’s ok to be a boy. But for a boy to look like a girl is degrading, cause you think that being a girl is degrading. But secretly you’d love to know what its like, wouldn’t you, what it feels like for a girl».
- Внешность Шарлотты Генсбур послужила прообразом для создания образа главного протагониста видеоигры Silent Hill 3 — девушки-подростка Хизэр Мэйсон[46].
- Одна из песен, которые исполняла Шарлотта Генсбур — «Zéro pointe vers l´infini» — песня Матвея Блантера «В лесу прифронтовом». Но на диске в качестве автора музыки указан отец Шарлотты — Серж Генсбур[47].

## Личная жизнь
С 1990-х годов Шарлотта состоит в незарегистрированном браке с актёром и режиссёром Иваном Атталем (г.р.1965). У пары есть трое детей — Бен Атталь (12.06.1997), Алис Атталь (08.11.2002) и Джо Атталь (16.07.2011).
Шарлотта Генсбур провела большую часть своей жизни в Париже, до смерти своей сестры Кейт Барри. С 2014 года она и её семья проживают в Нью-Йорке.

## Фильмография
| Год  |     | Русское название                         | Оригинальное название                                         | Роль                    |
| ---- | --- | ---------------------------------------- | ------------------------------------------------------------- | ----------------------- |
| 1984 | ф   | Слова и музыка                           | Paroles et Musique                                            | Шарлотта Маркер         |
| 1985 | ф   | Дерзкая девчонка                         | L’Effrontée                                                   | Шарлотта Кастан         |
| 1986 | ф   | Шарлотта навсегда                        | Charlotte For Ever                                            | Шарлотта                |
| 1988 | ф   | Мастер кунг-фу                           | Kung-Fu master                                                | Люси                    |
| 1988 | ф   | Маленькая воровка                        | La Petite Voleuse                                             | Жанин Кастан            |
| 1990 | ф   | И свет во тьме светит                    | Sole anche di notte                                           | Матильда                |
| 1991 | ф   | Спасибо, жизнь                           | Merci la vie                                                  | Камилла                 |
| 1991 | ф   | У всех на виду                           | Aux yeux du monde                                             | Жюльет Манжен           |
| 1992 | ф   | Влюблённая                               | Amoureuse                                                     | Мэри                    |
| 1993 | ф   | Цементный сад                            | The Cement Garden                                             | Джули                   |
| 1994 | ф   | Коварство славы                          | Grosse fatigue                                                | в роли самой себя       |
| 1996 | ф   | Джейн Эйр                                | Jane Eyre                                                     | Джейн Эйр               |
| 1996 | ф   | Любовь и т. д.                           | Love etc.                                                     | Мэри                    |
| 1999 | ф   | Рождественский пирог                     | La Bûche                                                      | Милла Робен             |
| 1999 | ф   | Нарушительница                           | The Intruder                                                  | Катрин Жирар            |
| 2000 | мтф | Нюрнберг                                 | Nuremberg                                                     | Мари Клод Вайян-Кутюрье |
| 2000 | мтф | Отверженные                              | Les misérables                                                | Фантина                 |
| 2001 | ф   | Феликс и Лола                            | Felix et lola                                                 | Лола                    |
| 2001 | ф   | Моя жена — актриса                       | Ma femme est une actrice                                      | Шарлотта                |
| 2003 | ф   | 21 грамм                                 | 21 Grams                                                      | Мэри Риверс             |
| 2004 | ф   | Они поженились, и у них было много детей | Ils se marièrent et eurent beaucoup d’enfant                  | Габриэль                |
| 2005 | ф   | Лемминг                                  | Lemming                                                       | Бенедикта Гетти         |
| 2005 | ф   | Один уходит — другой остаётся            | L’un reste, l’autre part                                      | Джудит                  |
| 2006 | ф   | Наука сна                                | La Science des Rêves                                          | Стефани                 |
| 2006 | ф   | Как жениться и остаться холостым         | Prête-moi ta main                                             | Эмма                    |
| 2006 | ф   | Новый свет                               | Nuovomondo                                                    | Люси Рид                |
| 2007 | ф   | Меня там нет                             | I’m Not There                                                 | Клэр                    |
| 2008 | ф   | Город финального назначения              | City of Your Final Destination                                | Арден Лэнгдон           |
| 2009 | ф   | Антихрист                                | Antichrist                                                    | Она                     |
| 2009 | ф   | Преследование                            | Persécution                                                   | Соня                    |
| 2010 | ф   | Дерево                                   | The Tree                                                      | Дон                     |
| 2011 | ф   | Меланхолия                               | Melancholia                                                   | Клэр                    |
| 2012 | ф   | Исповедь сына века                       | Confession of a Child of the Century                          | Бриджит                 |
| 2012 | ф   | Не входить, мы не одеты                  | Do Not Disturb                                                | Лилли                   |
| 2013 | ф   | Нимфоманка                               | Nymphomaniac                                                  | Джо                     |
| 2014 | ф   | Джеки в царстве женщин                   | Jacky au royaume des filles                                   | Полконесса              |
| 2014 | ф   | Самба                                    | Samba                                                         | Элис                    |
| 2014 | ф   | 3 сердца                                 | 3 coeurs                                                      | Сильви Бергер           |
| 2014 | ф   | Пойми меня, если сможешь                 | Incompresa                                                    | Мать Арии               |
| 2015 | ф   | Всё будет хорошо                         | Every Thing Will Be Fine                                      | Кейт                    |
| 2016 | ф   | Евреи                                    | Ils sont partout                                              | Матильда Бенсусан       |
| 2016 | ф   | День независимости: Возрождение          | Independence Day: Resurgence                                  | Доктор Кэтрин Марсо     |
| 2016 | ф   | Стратегия Оппенгеймера                   | Norman: The Moderate Rise and Tragic Fall of a New York Fixer | Алекс Грин              |
| 2016 | ф   | Настоящее преступление                   | Dark Crimes                                                   | Кася                    |
| 2017 | ф   | Снеговик                                 | The Snowman                                                   | Ракель                  |
| 2017 | ф   | Призраки Исмаэля                         | Les fantômes d'Ismaël                                         | Сильвия                 |
| 2017 | ф   | Обещание на рассвете                     | La promesse de l'aube                                         | Нина Кацев              |
| 2018 | ф   | Я думаю, теперь мы одни                  | I Think We're Alone Now                                       | Вайлет                  |
| 2019 | ф   | Вечный свет                              | Lux Æterna                                                    | Шарлотта                |
| 2019 | ф   | Моя собака Идиот                         | Mon chien Stupide                                             | Сесиль Мохен            |
| 2021 | ф   | Дела человеческие                        | Les Choses humaines                                           | Клэр Фарель             |
| 2022 | ф   | Пассажиры ночи                           | Les passagers de la nuit                                      | Элизабет                |
| 2022 | ф   | Всевидящее око                           | The Pale Blue Eye                                             | Пэтси                   |
| 2023 | ф   | Париж. Всё включено                      | La Vie pour de vrai                                           | Роксана                 |
| 2024 | ф   | Красавица                                | Belle                                                         | Клеа                    |
| 2025 | ф   | Финикийская схема                        | The Phoenician Scheme                                         |                         |

## Дискография
- 1986: Charlotte for Ever
- 2006: 5:55[англ.]
- 2009: IRM
- 2011: Stage Whisper[англ.]
- 2017: Rest

## Награды и номинации
Список приведён в соответствии с данными сайта IMDb.com.

### Сезар
| Год  | Категория                         | Работа                           | Результат |
| ---- | --------------------------------- | -------------------------------- | --------- |
| 1986 | Самая многообещающая актриса      | Дерзкая девчонка                 | Победа    |
| 1989 | Лучшая женская роль               | Маленькая воровка                | Номинация |
| 1997 | Лучшая женская роль               | Любовь и т. д.                   | Номинация |
| 2000 | Лучшая женская роль второго плана | Рождественский пирог             | Победа    |
| 2007 | Лучшая женская роль               | Как жениться и остаться холостым | Номинация |
| 2011 | Лучшая женская роль               | Дерево                           | Номинация |
| 2018 | Лучшая женская роль               | Обещание на рассвете             | Номинация |

### Другие награды
| Год  | Награда                                | Категория                                                                   | Работа                                                           | Результат |
| ---- | -------------------------------------- | --------------------------------------------------------------------------- | ---------------------------------------------------------------- | --------- |
| 2006 | Globes de Cristal Award                | Лучшая актриса                                                              | Как жениться и остаться холостым                                 | Номинация |
| 2007 | Независимый дух                        | Премия Роберта Альтмана                                                     | Меня там нет (совместно с актёрским составом)                    | Победа    |
| 2009 | Каннский кинофестиваль                 | Приз за лучшую женскую роль                                                 | Антихрист                                                        | Победа    |
| 2009 | Бодиль                                 | Лучшая актриса                                                              | Антихрист                                                        | Победа    |
| 2009 | Премия Святого Георгия                 | Лучшая иностранная актриса                                                  | Антихрист                                                        | Победа    |
| 2009 | Scream                                 | Лучшая актриса                                                              | Антихрист                                                        | Номинация |
| 2009 | Премия Европейской киноакадемии        | Лучшая актриса                                                              | Антихрист                                                        | Номинация |
| 2009 | Роберт                                 | Лучшая актриса                                                              | Антихрист                                                        | Номинация |
| 2009 | Fangoria Chainsaw Award                | Лучшая актриса                                                              | Антихрист                                                        | Номинация |
| 2009 | Союз женщин-киножурналистов            | Лучшая актриса                                                              | Антихрист                                                        | Номинация |
| 2009 | IndieWire Critics' Poll                | Лучшая актриса                                                              | Антихрист                                                        | 2-е место |
| 2009 | Village Voice Film Poll                | Лучшая актриса                                                              | Антихрист                                                        | 2-е место |
| 2010 | AACTA Awards                           | Лучшая актриса                                                              | Дерево                                                           | Номинация |
| 2010 | Bratislava International Film Festival | Лучшая актриса                                                              | Дерево                                                           | Победа    |
| 2011 | Роберт                                 | Лучшая актриса второго плана                                                | Меланхолия                                                       | Победа    |
| 2011 | Сатурн                                 | Лучшая киноактриса второго плана                                            | Меланхолия                                                       | Номинация |
| 2011 | Бодиль                                 | Лучшая актриса второго плана                                                | Меланхолия                                                       | Номинация |
| 2011 | Премия Европейской киноакадемии        | Лучшая актриса                                                              | Меланхолия                                                       | Номинация |
| 2011 | Village Voice Film Poll                | Лучшая актриса второго плана                                                | Меланхолия                                                       | 9-е место |
| 2013 | Премия Европейской киноакадемии        | Лучшая актриса                                                              | Нимфоманка                                                       | Номинация |
| 2013 | Бодиль                                 | Лучшая актриса                                                              | Нимфоманка                                                       | Победа    |
| 2015 | Люмьер                                 | Лучшая актриса                                                              | Самба / Три сердца                                               | Номинация |
| 2016 | Alliance of Women Film Journalists     | Most Egregious Age Difference Between the Leading Man and the Love Interest | День независимости: Возрождение (совместно с Джеффом Голдблюмом) | Номинация |
| 2017 | Люмьер                                 | Лучшая актриса                                                              | Обещание на рассвете                                             | Номинация |
| 2017 | Rober Awards Music Poll                | Лучший поп-исполнитель                                                      | Rest                                                             | Номинация |
| 2018 | Victoires de la Musique                | Female Artist of the Year                                                   | Rest                                                             | Победа    |